# Koruza (priimek)
Koruza je priimek v Sloveniji, ki ga je po podatkih Statističnega urada Republike Slovenije na dan 1. januarja 2010 uporabljalo 40 oseb.

## Znani nosilci priimka
- Boris Koruza in Jasna Koruza, agronoma, žlahtnitelja
- Ivan Koruza, zborovska glasba
- Zora Korošec Koruza (*1949), agronomka, univ. profesorica
- Jože Koruza (1935—1988), slovenist. literarni zgodovinar in kritik, univ. profesor